# موريليا (مسلسل)
موريليا (بالإسبانية: Morelia)‏ تيلينوفيلا (مسلسل) مكسيكي، الذي لعب بطولته ألفا أكوستا، أرتورو بينيشي وسيسيليا بولوكو.وقد تم تصوير المسلسل مكسيكي في مدينة ميامي، وأنتج وبث على القناة تيلفيزا في الفترة 1995-1996،و نيفيسيون في عام 1996 و 2000-2001. ويعتبر المسلسل طبعة جديدة من مسلسل الفنزويلي (لازوليانا) عام 1977.وترجم إلى العربية وبث على المؤسسة اللبنانية للإرسال أنترناسيونال (LBC).

## القصة
القصة تبدأ عندما يموت والد موريليا دون الكشف عن سر اصلها الحقيقي . مالك الأرضي ميتشواكان يضايق موريليا واضطرت إلى الفرار حتى وصلت إلى ميامي وهناك لم يكن لها خيار سوى العمل في ملهى ليلي، وخلال اليوم الأول لها في العمل بدأ مصمم أزياء وقح بمضايقتها وعندها قامت موريليا بصفعه، ويتهمها بسرقة محفظته ويساعدها كارلوس مونتيرو محامي كسلان فتفقد وظيفتها. ثم موريليا تعمل خادمة في منزل كامبوس ميراندا، حيث أنها تجتمع مع الابن خوسيه أنريكي وتقع في حبه ولكن سيكون حبهم معارضة من جانب الكثير....

## روابط خارجية
- موريليا على موقع IMDb (الإنجليزية)
- موريليا على موقع فيلمافينيتي (الإسبانية)
- موريليا على موقع كينوبويسك (الروسية)
- موريليا على موقع قاعدة بيانات الفيلم (الإنجليزية)